# Dílo
Dílo je výsledek nějaké služby nebo lidské činnosti; obvykle se jedná o věc, konkrétní předmět nebo i jejich ucelený soubor apod. Je-li dílo výsledkem tvůrčí činnosti osoby – původce – autora nebo kolektivu osob, jedná se o autorské dílo. Dílo může být i nehmotné povahy (hudba či počítačový program). Jako dílo je označována i směs pro přípravu uzenin.